# العلاقات الغامبية الكورية الشمالية
العلاقات الغامبية الكورية الشمالية هي العلاقات الثنائية التي تجمع بين غامبيا وكوريا الشمالية.

## مقارنة بين البلدين
هذه مقارنة عامة ومرجعية للدولتين:
| وجه المقارنة                                              | غامبيا       | كوريا الشمالية                        |
| --------------------------------------------------------- | ------------ | ------------------------------------- |
| المساحة (كم2)                                             | 11.30 ألف    | 120.54 ألف                            |
| عدد السكان (نسمة)                                         | 2.10 مليون   | 25.49 مليون                           |
| الكثافة السكانية (ن./كم²)                                 | 185.84       | 211.47                                |
| العاصمة                                                   | بانجول       | بيونغيانغ                             |
| اللغة الرسمية                                             | لغة إنجليزية | لغة كوريا الشمالية القياسية ‏          |
| العملة                                                    | دالاسي غامبي | وون كوري شمالي                        |
| الناتج المحلي الإجمالي (بليون دولار)                      | 1.01 مليار   |                                       |
| الناتج المحلي الإجمالي (تعادل القوة الشرائية) بليون دولار | 3.34 مليار   |                                       |
| الناتج المحلي الإجمالي الاسمي للفرد دولار أمريكي          | 471          |                                       |
| الناتج المحلي الإجمالي للفرد دولار أمريكي                 |              |                                       |
| مؤشر التنمية البشرية                                      | 0.441        |                                       |
| رمز المكالمات الدولي                                      | +220         | +850                                  |
| رمز الإنترنت                                              | .gm          | .kp                                   |
| المنطقة الزمنية                                           | 00           | ت ع م+08:30، ت ع م+08:30، ت ع م+09:00 |

## منظمات دولية مشتركة
يشترك البلدان في عضوية مجموعة من المنظمات الدولية، منها:
| علم المنظمة | اسم المنظمة              | تاريخ انضمام غامبيا | تاريخ انضمام كوريا الشمالية |
| ----------- | ------------------------ | ------------------- | --------------------------- |
|             | الاتحاد الدولي للاتصالات | 27 مايو 1974        | ?                           |
|             | الاتحاد البريدي العالمي  | ?                   | ?                           |
|             | يونسكو                   | 1 أغسطس 1973        | 18 أكتوبر 1974              |
|             | الأمم المتحدة            | 21 سبتمبر 1965      | 17 سبتمبر 1991              |

## وصلات خارجية
- موقع وزارة الخارجية الغامبية
- موقع وزارة الخارجية الكورية الشمالية